# 다크 하우스 (2017년 영화)
《다크 하우스》(영어: Dark House)는 2017년 제작한 미국의 공포, 스릴러 영화이다. 셰필드 라잇하트가 감독을 맡았다.

## 줄거리
한번 들어선 순간… 다신 나갈 수 없다!

부동산 중개업자인 ‘폴’은 인적이 드문 낡은 집을 방문한다. 마치 귀신이라도 나올 것 같은 집 안에서 ‘크리스틴’과 마주친다. 집 밖을 나가려 하지만, 나가려고 할 때마다 다시 집 안으로 들어오게 된다. 또한 복도에 가면 폴의 전 부인과 크리스틴의 전 남편이 집 밖으로 나가지 못하게 공격한다. 들어올 땐 맘대로 들어왔지만 나갈 땐 맘대로 나갈 수 없는 집. 
폴은 크리스틴과 집 밖을 나갈 방법을 생각하게 되는데…

## 출연진
- 저스틴 스펜서 - 폴 역
- 브리트니 크라거우드 - 크리스틴 역